# Ректори Чернівецького університету

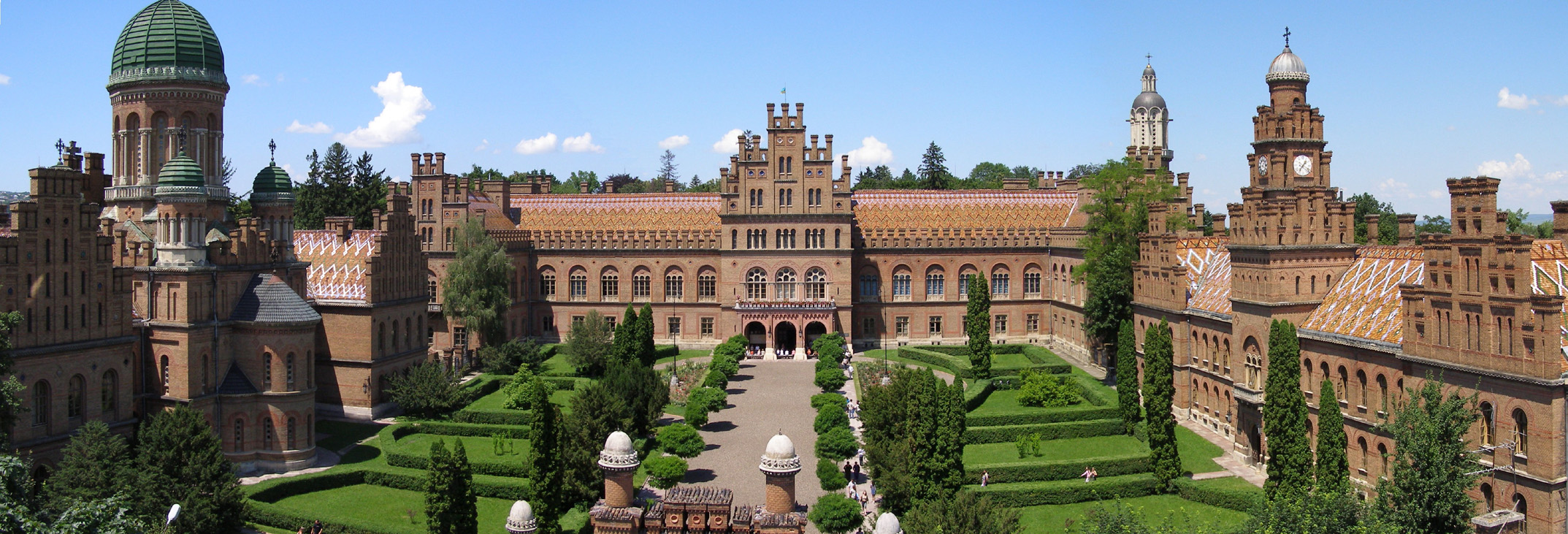
Центральні корпуси університету

Ректори Чернівецького університету — список ректорів Чернівецького університету за весь період його існування з вказівкою років перебування на посаді.

## Ректори австрійського періоду історії Буковини (1875—1919)
| №  | Роки на посаді | Ім'я ректора                      | Фото | Примітка |
| 1  | 1875—1876      | Костянтин Томащук                 |      | Народився в Чернівцях, багаторічний депутат австрійського парламенту від Буковини, Почесний громадянин міста Чернівці, перший ректор Чернівецького університету                                                                         |
| 2  | 1876—1877      | Фердинанд Циглауер фон Блументаль |      | 42 роки віддав роботі в Чернівецькому університеті, Почесний громадянин міста Чернівці |
| 3  | 1877—1878      | Василь Митрофанович               |      | Народився на Буковині |
| 4  | 1878—1879      | Шулер Фрідріх фон Ліблой          |      | Ректором обирався двічі |
| 5  | 1879—1880      | Алоїс Гандел                      |      | Ректором обирався двічі |
| 6  | 1880—1881      | Євсебій Попович                   |      | Народився в Чернівцях. Не один рік працював деканом теологічного факультету |
| 7  | 1881—1882      | Алоїс Гольдбахер                  |      | |
| 8  | 1882—1883      | Фрідріх Кляйнвехтер               |      | Двічі обирався ректором. Почесний громадянин міста Чернівці |
| 9  | 1883—1884      | Володимир Репта                   |      | Народився на Букрвині, багатолітній митрополит Буковини і Далмації |
| 10 | 1884—1885      | Йоган Вробель                     |      | Класичний філолог. Доктор філософії. Двічі обирався деканом філософського факультету. |
| 11 | 1885—1886      | Карл Гіллер                       |      | |
| 12 | 1886—1887      | Вейт Ґрабер                       |      | |
| 13 | 1887—1888      | Генріх Йозеф Зінгер               |      | |
| 14 | 1888—1889      | Костянтин Попович                 |      | Народився в Чернівцях. Син Євсебія Поповича. |
| 15 | 1889—1890      | Омелян Калужняцький               |      | |
| 16 | 1890—1891      | Шулер Фрідріх фон Ліблой          |      | Ректором обирався двічі |
| 17 | 1891—1892      | Ріхард Пшібрам                    |      | |
| 18 | 1892—1893      | Еміліан Воюцький                  |      | Народився у Чернівцях. Двічі обирався ректором Чернівецького університету, тричі обирався деканом теологічного факультету |
| 19 | 1893—1894      | Фрідріх Кляйнвехтер               |      | Двічі обирався ректором. Почесний громадянин міста Чернівці |
| 20 | 1894—1895      | Алоїс Гандел                      |      | Ректором обирався двічі |
| 21 | 1895—1896      | Євсебій Попович                   |      | Народився в Чернівцях. Не один рік працював деканом теологічного факультету |
| 22 | 1896—1897      | Юліус Рошман-Гьорбург             |      | Громадський діяч |
| 23 | 1897—1898      | Ісидір Гільберг                   |      | |
| 24 | 1898—1899      | Артур Скедль                      |      | Почесний громадянин міста Чернівці (1909) |
| 25 | 1899—1900      | Фердинанд Циглауер фон Блументаль |      | 42 роки віддав роботі в Чернівецькому університеті, Почесний громадянин міста Чернівці |
| 26 | 1900—1901      | Франц Гауке                       |      | Доктор права, професор. Викладач на кафедрі конституційного та адміністративного права юридичного факультету Чернівецького університету. Ректор Чернівецького університету в 1900—1901 навчальному році.                                |
| 27 | 1901—1902      | Еміліан Воюцький                  |      | Народився у Чернівцях. Двічі обирався ректором Чернівецького університету, тричі обирався деканом теологічного факультету |
| 28 | 1902—1903      | Рудольф Шарицер                   |      | |
| 29 | 1903—1904      | Вальтер Гьорман фон Гьорбах       |      | Доктор права, професор. Викладач церковної історії юридичного факультету Чернівецького університету. Ректор Чернівецького університету в 1903—1904 навчальному році, ректор Інсбрукського університету у 1915—1916 навчальному році     |
| 30 | 1904—1905      | Теодор Тарнавський                |      | доктор теології, професор, громадський діяч, народився на Буковині, закінчив Чернівецький університет |
| 31 | 1905—1906      | Зиґмунд Френкель                  |      | доктор філософії, професор |
| 32 | 1906—1907      | Євген Ерліх                       |      | Народився в Чернівцях, всесвітньо відомий науковець-юрист |
| 33 | 1907—1908      | Козак Євген Оксентійович          |      | Громадський діяч. За захист прав буковинських українців у 1921 р. позбавлений посади професора Чернівецького університету і відправлений на пенсію. У 1922—1924 рр. — сенатор румунського парламенту від Кіцманського виборчого округу. |
| 34 | 1908—1909      | Карл Зелінка                      |      | Обирався депутатом Крайового Буковинського сейму. |
| 35 | 1909—1910      | Карл Адлер                        |      | професор цивільного права |
| 36 | 1910—1911      | Матіас Фрідвагнер                 |      | Доктор філософії, професор романської філології, був деканом філософського факультету Чернівецького університету. Член-кореспондент Румунської Академії наук.                                                                           |
| 37 | 1911—1912      | Стефан Сагін                      |      | Протопресвітер, доктор теології, професор |
| 38 | 1912—1913      | Раймунд Фрідріх Кайндль           |      | Народився в Чернівцях, визначний буковинознавець |
| 39 | 1913—1914      | Ганс фон Фріш                     |      | У 1918—1919 році був деканом юридичного факультету Чернівецького університету. Під час розпаду Австро-Угорської імперії у 1918році виступав за перебазування німецькомовного Чернівецького університету в австрійське місто Зальцбург.  |
| 40 | 1914—1918      | Цезар Померанц                    |      | Під час керівництва (у роки Першої світової війни) Цезара Померанца Чернівецький університет майже не функціонував. |

## Ректори румунського періоду історії Буковини (1918—1940
| №  | Роки на посаді | Ім'я ректора               | Фото | Примітка |
| 1  | 1918—1920      | Василь Тарнавський         |      | доктор теології, професор, громадський діяч, двічі обирався ректором, п'ять раз- деканом теологічного факультету, вважається найвидатнішим румунським православним теологом з історії Старого Заповіту |
| 2  | 1920—1921      | Іон Ністор                 |      | Історик Буковини і Румунії, політичний і державний діяч Австро-Угорщини і Румунії, академік Академії Наук Румунії, науковець, педагог                                                                  |
| 3  | 1921—1922      | Максиміліан Гакман         |      | Доктор права, професор, громадський діяч, сенатор румунського парламенту |
| 4  | 1922—1923      | Євген Ботезат              |      | Доктор біології та філософії, професор, член-кореспондент Румунської академії наук, член-кореспондент Паризького товариства біологів, автор відкриття у біології, уродженець Буковини                  |
| 5  | 1923—1925      | Валеріан Сезан             |      | Доктор права і теології, професор, громадський діяч, сенатор парламенту Румунії |
| 6  | 1925—1926      | Ромулус Киндя              |      | Доктор права і філософії, професор, магістр витончених мистецтв, румунський історик, член-кореспондент Румунської академії наук, примар Чернівців у 1927—1928 роках, громадський діяч                  |
| 7  | 1926—1927      | Георге Дрегенеску          |      | професор, доктор наук, примар (керівник) Чернівців у 1938 році |
| 8  | 1927—1928      | Ніколає Котош              |      | Доктор теології, професор, обирався деканом теологічного факультету (1924—1927) і (1935—1936) |
| 9  | 1928—1930      | Валеріан Сезан             |      | Доктор права і теології, професор, громадський діяч, сенатор парламенту Румунії |
| 10 | 1930—1933      | Константін Ісопеску-Грекул |      | Науковець (юрист), педагог, літератор, громадський і політичний діяч Буковини та Румунії. Народився та помер у Чернівцях.                                                                              |
| 11 | 1933—1940      | Іон Ністор                 |      | Історик Буковини і Румунії, політичний і державний діяч Австро-Угорщини і Румунії, академік Академії Наук Румунії, науковець, педагог                                                                  |

## Ректори радянського періоду історії Буковини (1940—1991
| № | Роки на посаді | Ім'я ректора                        | Фото | Примітка |
| 1 | 1940—1941      | Шульга Захар Петрович               |      | Економіст, доцент                                                                                           |
| 2 | 1944—1949      | Павло Каніболоцький                 |      | Доктор геологічних наук, професор, заслужений діяч науки і техніки Казахської РСР                           |
| 3 | 1949—1967      | Леутський Корній Матвійович         |      | Доктор біологічних наук, професор, заслужений діяч науки УРСР                                               |
| 4 | 1968—1987      | Червінський Костянтин Олександрович |      | Доктор хімічних наук, почесний професор Чернівецького університету, заслужений діяч науки і техніки України |
| 5 | 1987—1991      | Костишин Степан Степанович          |      | Заслужений діяч науки і техніки України, академік Академії ВШ України, був переобраний на другий термін     |

## Ректори періоду незалежності України (1991-по сьогодні)
| № | Роки на посаді | Ім'я ректора                | Фото | Примітка |
| 1 | 1991—2001      | Костишин Степан Степанович  |      | Заслужений діяч науки і техніки України, академік Академії ВШ України, був переобраний на другий термін               |
| 2 | 2001—2005      | Ткач Микола Васильович      |      | Народився на Буковині, Академік АН ВШ України                                                                         |
| 3 | 2005 — 2019    | Мельничук Степан Васильович |      | Народився на Буковині, Заслужений діяч науки і техніки України, переобраний на другий період                          |
| 4 | 2019 —         | Петришин Роман Іванович     |      | Народився на Галичині, Заслужений працівник освіти України, Лауреат Державної премії України в галузі науки і техніки |